# Rob Paulsen
Pour les articles homonymes, voir Paulsen.
Rob Paulsen, né le 11 mars 1956 à Détroit, dans le Michigan, est un acteur américain.

## Filmographie

### Années 1980
- 1981 : Les Schtroumpfs (The Smurfs) (série télévisée) : Additional Voices (voix)
- 1983 : G.I. Joe : Héros sans frontières (feuilleton TV) : Flash, Hooded -Slave Master, Snow Job, Tripwire (voix)
- 1983 : Eyes of Fire : Jewell Buchanan
- 1984 : Le Défi des Gobots (Challenge of the GoBots) (série télévisée) : Additional Voices (voix)
- 1984 : G.I. Joe: The Revenge of Cobra (TV) : Snow Job, Tripwire (voix)
- 1984 : Les Snorky (The Snorks" (série télévisée) : Corky - The Snork Patrol (voix)
- 1984 : Transformers (série télévisée) : Air Raid / Chase / Fastlane / Slingshot / Haywire (voix)
- 1984 : Body Double : Cameraman
- 1985 : David and Goliath (vidéo) (voix)
- 1985 : Cosmocats (Thundercats) (série télévisée) : Additional Voices (voix)
- 1985 : Les Gummi (The Gummi Bears) (série télévisée) : Gusto (voix)
- 1985 : G.I. Joe (série télévisée) : Snow Job, Tripwire, WWI American Pilot (voix)
- 1985 : The Little Troll Prince (TV) : Borch #1 (voix)
- 1986 : The Nativity (voix)
- 1986 : Noah's Arc (vidéo) (voix)
- 1986 : Stewardess School : Larry Falkwell
- 1986 : Les Pierrafeu en culottes courtes (The Flintstone Kids) (série télévisée) : Additional Voices (voix)
- 1986 : Le Cheval de feu (Wildfire) (série télévisée) : Additional Voices (voix)
- 1986 : G.I. Joe: Arise, Serpentor, Arise! (TV) : Snow Job (voix)
- 1987 : Scooby-Doo Meets the Boo Brothers (TV) : Shreako, Dispatcher (voix)
- 1987 : G.I. Joe: The Movie (vidéo) : Snowjob (voix)
- 1987 : Top Cat and the Beverly Hills Cats
- 1987 : Tortues Ninja : Les Chevaliers d'écaille (Teenage Mutant Ninja Turtles) (série télévisée) : Raphael / Others
- 1987 : Cathy (TV) : Irving (voix)
- 1987 : La Bande à Picsou (DuckTales) (série télévisée) : Gladstone Gander (voix)
- 1987 : Sab-Rider le chevalier au sabre (Saber Rider and the Star Sheriffs) (série télévisée)
- 1987 : Jonny Quest (série télévisée) : Hadji (voix)
- 1988 : Scooby Doo : Le Rallye des monstres (Scooby-Doo and the Reluctant Werewolf) (TV) : Brunch (voix)
- 1988 : Rockin with Judy Jetson (TV) : Sky Rocker / Zany (voix)
- 1988 : Denver, le dernier dinosaure (Denver, the Last Dinosaur) (série télévisée) : Chet / Motley (voix)
- 1988 : Dino Riders (Dino-Riders) (série télévisée) : Faze / Kameelian (voix)
- 1988 : Cathy's Last Resort (TV) : Irving (voix)
- 1989 : The Easter Story (vidéo) (voix)
- 1989 : Chip 'N Dale's Rescue Rangers to the Rescue (TV) : Additional Voices (voix)
- 1989 : Mutant on the Bounty : Newsman
- 1989 : Cathy's Valentine (TV) : Irving (voix)
- 1989 : Warlock de Steve Miner : Gas Station Attendant
- 1989 : Rude Dog and the Dweebs (série télévisée) : Rude Dog (voix)

### Années 1990
- 1990 : Potsworth & Co. (série télévisée) : Nightmare Prince (voix)
- 1990 : Les Jetson : le film (Jetsons: The Movie) : Additional Voices (voix)
- 1990 : Galacticop (A Gnome Named Gnorm) : Norm the Gnome (voix)
- 1990 : Le Magicien d'Oz (The Wizard of Oz) (série télévisée) (voix)
- 1990 : Tom and Jerry Kids Show (série télévisée) : Additional Voices (voix)
- 1990 : Teenage Mutant Ninja Turtles: The Cufflink Caper (TV) : Raphael (voix)
- 1990 : Wake, Rattle & Roll (série télévisée) : D.E.C.K.S (voix)
- 1991 : Yo Yogi (série télévisée) : Dick 'Dickie' Dastardly (voix)
- 1991 : Teenage Mutant Ninja Turtles: Planet of the Turtleoids (TV) : Raphael
- 1991 : Taz-Mania, le diable de Tasmanie (Taz-Mania) (série télévisée) : Didgeri Dingo (II) / Axle / Dog the Turtle / Francis X. Bushlad / Timothy Platypus / Emu / Additional Voices (voix)
- 1991 : Où est Charlie ? (Where's Waldo?) (série télévisée) : Additional Voices (voix)
- 1991 : Spacecats (série télévisée) : Thomas 'Tom' Spacecat, Chelsie Pipshire
- 1991 : ProStars (en) (série télévisée) (voix)
- 1992 : Raw Toonage (série télévisée) : Additional Voices (voix)
- 1992 : La Famille Addams (The Addams Family) (série télévisée) : Mr. Normanmeyer (voix)
- 1992 : Les Vacances des Tiny Toon (Tiny Toon Adventures: How I Spent My Vacation) (vidéo) : Fowlmouth / Banjo the Woodpile Possum / Mr. Hitcher / Others (voix)
- 1992 : The Plucky Duck Show (série télévisée) : Fowlmouth / Arnold Dog / Others (voix)
- 1992 : Gramps (TV) : copilote étranger / Gramps / Mule (voix)
- 1992 : Des Souris à la Maison-Blanche (Capitol Critters) (série télévisée) : Additional Voices (voix)
- 1992 : Fish Police (série télévisée) : Additional Voices (voix)
- 1992 : Porco Rosso (Kurenai no buta) de Hayao Miyazaki : Additional Voices
- 1992 : Diner (voix)
- 1992 : La Bande à Dingo (Goof Troop) (série télévisée) : Peter "P.J. / Pete" Jr. (voix)
- 1992 : Monster in My Pocket: The Big Scream (vidéo) : Jerk at Drive-In (voix)
- 1993 : Les Motards de l'espace (Biker Mice from Mars) (série télévisée) : Throttle / Fred / Eon (voix)
- 1993 : Jonny's Golden Quest (TV) : Hadji (voix)
- 1993 : Bonkers (série télévisée) : Stand Up Comedian / Wally / Ma's Henchman / Toon Camera Zoom / Pig (voix)
- 1993 : Animaniacs (série télévisée) : Yakko Warner / Pinky / Dr. Otto Scratchensniff / Additional Voices (voix)
- 1993 : Mighty Max (série télévisée) : Max (voix)
- 1993 : Bêtes comme chien (série télévisée) : Cubby / Additional Voices (voix)
- 1993 : Bubsy (TV) : Bubsy Bobcat
- 1993 : A Goof Troop Christmas (TV) : Peter 'P.J.' Pete Jr. (voix)
- 1994 : Bump in the Night (série télévisée) : Squishington (voix)
- 1994 : Yakko's World: An Animaniacs Singalong (vidéo) : Yakko
- 1994 : Le Petit Dinosaure : Petit-Pied et son nouvel ami (The Land Before Time II: The Great Valley Adventure) (vidéo) : Spike / Strut / Chomper (voix)
- 1994 : The Greatest Stories of the Bible (série télévisée) : Mookie (voix)
- 1994 : Scooby-Doo in Arabian Nights (TV) (voix)
- 1994 : I'm Mad : Yakko Warner / Dr. Scratchansniff (voix)
- 1994 : Aladdin (série télévisée) : Additional Voices (voix)
- 1994 : Phantom 2040 (série télévisée) : Heisenberg / Sean One (voix)
- 1995 : Aladdin et le Roi des voleurs (Aladdin and the King of Thieves) (vidéo) : Additional Voices (voix)
- 1995 : Hillbilly Blue : Cook / Cop / Health Inspector / Woman / Additional Voices (voix)
- 1995 : A Pinky & the Brain Christmas Special (TV) : Pinky (voix)
- 1995 : The Mask, la série animée (The Mask) (série télévisée) : Stanley Ipkiss (The Mask) (voix)
- 1995 : Le Petit Dinosaure : La Source miraculeuse (The Land Before Time III: The Time of the Great Giving) (vidéo) : Spike (voix)
- 1995 : Dingo et Max (A Goofy Movie) : P.J. Pete (voix)
- 1995 : Izzy's Quest for Olympic Gold (TV) : George, Izzy's Dad / Teal Bike Rider / Bike Ride Announcer / Medal Awarder (voix)
- 1995 : Timon et Pumbaa (Timon and Pumbaa) (série télévisée) : Banzai the Hyena / Additional Voices (voix)
- 1995 : Minus et Cortex (Pinky and the Brain) (série télévisée) : Pinky (voix)
- 1995 : Jonny Quest vs. the Cyber Insects (TV) : Hadji / Number 425 / Computer / Additional Voices (voix)
- 1996 : Casper (série télévisée) : Spooky (voix)
- 1996 : Le Petit Dinosaure : Voyage au pays des brumes (The Land Before Time IV: Journey Through the Mists) (vidéo) : Spike (voix)
- 1996 : Dexter's Laboratory (série télévisée) : Major Glory / additional voices (voix)
- 1996 : Road Rovers (série télévisée) : Gas Station Attendant (voix)
- 1996 : Le Livre de la jungle, souvenirs d'enfance (Jungle Cubs) (série télévisée) : Akela the Wolf / Hathi (I) (voix)
- 1996 : Flupper : Additional Voices (voix)

- 1997 : Channel Umptee-3 (série télévisée) : Ogden Ostrich (voix)
- 1997 : Le Petit Dinosaure : L'Île mystérieuse (The Land Before Time V: The Mysterious Island) (vidéo) : Spike (voix)
- 1997 : Les 101 Dalmatiens, la série (série télévisée) : Cecil B. DeVil (voix)
- 1997 : The Online Adventures of Ozzie the Elf (TV) (voix)
- 1996 : The Real Adventures of Jonny Quest (série télévisée) : Hadji Quest-Singh (II) (1997) (voix)
- 1998 : Pinky, Elmyra & the Brain (série télévisée) : Pinky (voix)
- 1998 : Belle's Magical World (vidéo) (voix)
- 1998 : Pocahontas 2 : Un monde nouveau (Pocahontas II: Journey to a New World) (vidéo) : Additional voices (voix)
- 1998 : Les Supers Nanas (The Powerpuff Girls) (série télévisée) : Additional Voices (voix)
- 1999 : Uncle Gus in: For the Love of Monkeys (TV) : Ali-Ali / Horse Race Announcer / Monkey #2 / Welfare Officer (voix)
- 1999 : The Magician (série télévisée) : Additional Voices (voix)
- 1999 : The Amazing Adventures of Spider-Man : Hydro-Man (voix)
- 1999 : Mickey Mania (série télévisée) : Jose Carioca (voix)
- 1999 : Wakko's Wakko en folie (Wakko's Wish) (vidéo) : Yakko Warner / Dr. Otto Scratchensniff / Pinky Mouse (voix)
- 1999 : Thumb Wars: The Phantom Cuticle (TV) : Oobedoob Benubi / Thumbtrooper (voix)

### Années 2000
- 2000 : Kog-Head and Meatus : Kog-Head / Meatus (voix)
- 2000 : Le Petit Dinosaure : La Pierre de feu (The Land Before Time VII: The Stone of Cold Fire) (vidéo) : Spike / Rinkus (voix)
- 2000 : An Extremely Goofy Movie (vidéo) : P.J. Pete (voix)
- 2000 : Alvin and the Chipmunks Meet the Wolfman (vidéo) : Mr. Rochelle (voix)
- 2000 : Scott, premier de la classe (en) (série télévisée) : Ian Wazselewski (voix)
- 2000 : La Petite Sirène 2 (The Little Mermaid II: Return to the Sea) (vidéo) : Eric (voix)
- 2001 : Bat Thumb : No Face / Commissioner / Criminal #2
- 2001 : Major Flake (série télévisée)
- 2001 : One Saturday Morning (série télévisée) : Centerville Characters (1999-2000) (voix)
- 2001 : Disney's tous en boîte (House of Mouse) (série télévisée) : Jose Carioca (voix)
- 2001 : La Belle et le Clochard 2 : L'Appel de la rue (Lady and the Tramp II: Scamp's Adventure) (vidéo) : Otis (voix)
- 2001 : Elvira et le Château hanté (Elvira's Haunted Hills) : Adrian (voix)
- 2001 : Affreux Vilains Martiens (Butt-Ugly Martians) (série télévisée) : 2-T Fru-T / Mike / Ronald (voix)
- 2001 : Mickey, la magie de Noël (Mickey's Magical Christmas: Snowed In at the House of Mouse) (vidéo) : Jaq
- 2001 : Le Petit Dinosaure : La Pluie d'étoiles glacées (The Land Before Time VIII: The Big Freeze) (vidéo) : Spike (voix)
- 2001 : Jimmy Neutron : Un garçon génial (Jimmy Neutron: Boy Genius) : Carl Wheezer / Carl's Mom and Dad / Kid in Classroom / Kid (voix)
- 2002 : The Ugly Duck-Thing (TV) : Mother Goose, Home Owner
- 2002 : Peter Pan dans Retour au pays imaginaire (Return to Never Land) : Additional Voice (voix)
- 2002 : Balto II : La Quête du Loup (Balto II: Wolf Quest) (vidéo) : Terrier / Sumac / Wolverine 2 (voix)
- 2002 : Cendrillon 2 : Une vie de princesse (Cinderella II: Dreams Come True) (vidéo) : Jaq / Baker / Sir Hugh (voix)
- 2002 : Thumbtanic : Mr. Prickle, Lice Checker #2, Bartender (voix)
- 2002 : Les Supers nanas - The powerpuff girls, le film (The Powerpuff Girls) : Hota Wata / Killa Drilla / Blah-Blah Blah-Blah / the Doot Da Doot Da Doo Doos (voix)
- 2002 : Today You Are a Fountain Pen : Narrator
- 2002 : Mickey, le club des méchants (Mickey's House of Villains) (vidéo) : Hades (singing) (voix)
- 2002 : Le Petit Dinosaure : Mo, l'ami du grand large (The Land Before Time IX: Journey to the Big Water) (vidéo) : Spike / Mo (voix)
- 2003 : Le Petit Monde de Charlotte 2 (Charlotte's Web 2: Wilbur's Great Adventure) (vidéo) : Farley (voix)
- 2003 : Jimmy Neutron's Nicktoon Blast : Carl (voix)
- 2003 : The Alan Brady Show (TV) (voix)
- 2003 : Stitch! The Movie (vidéo) : Additional Voices (Experiment 625 / Chief Technician) (voix)
- 2003 : Le Petit Dinosaure : Les Longs-Cous et le Cercle de lumière (The Land Before Time X: The Great Longneck Migration) (vidéo) : Spike (voix)
- 2004 : Nickelodeon Presents the Fairly OddParents in School's Out! The Musical (TV) : Gary (voix)
- 2004 : Detroit Docona (série télévisée) : Algernon 'Wipeout' Montgomery (voix)
- 2004 : Le Petit Dinosaure : L'invasion des Minisaurus (The Land Before Time XI: Invasion of the Tinysauruses) (vidéo) : Spike (voix)
- 2004 : Teacher's Pet : Ian Wazselewski (voix)
- 2004 : Comic Book: The Movie (vidéo) : Voice Actor
- 2004 : The Jimmy Timmy Power Hour (TV) : Carl Wheezer / Announcer (voix)
- 2004 : Jimmy Neutron: You Bet Your Life Form (TV) : Carl Wheezer / Mr. Wheezer / Mrs. Wheezer / Test Pilot / Announcer (voix)
- 2004 : Mickey, Donald, Goofy: The Three Musketeers (vidéo) : The Troubadour
- 2004 : Mulan 2 (vidéo) : Prince Jeeki (voix)
- 2004 : Mickey, il était deux fois Noël (Mickey's Twice Upon a Christmas) (vidéo) : Additional voices (voix)
- 2005 : Jimmy Neutron: Attack of the Twonkies (TV) : Carl / Mr. Wheezer / Butch (voix)
- 2005 : Tom et Jerry : Destination Mars (Tom and Jerry Blast Off to Mars) (vidéo) : Computer Voice
- 2005 : Tom et Jerry: La course de l'année (Tom and Jerry: The Fast and the Furry) (vidéo) : Irving / Dave (voix)
- 2005 : Catscratch (série télévisée) : Gordon
- 2005 : Coconut Fred's Fruit Salad Island (série télévisée) : Coconut Fred (voix)
- 2005 : The Happy Elf (vidéo) : Eubie
- 2006 : The Jimmy Timmy Power Hour 2: When Nerds Collide (TV) : Carl (voix)
- 2007 : Hellboy : De Sang et de fer (Hellboy Animated: Blood and Iron) (TV) : Sydney Leach / le fiancé d'Anna (voix)
- 2008 - 2010 : Ben 10: Alien Force (série télévisée) : Rhomboid Vreedle (voix)
- 2009 - 2010 : Les Saturdays (série télévisée) : Baron Finster / Chauffeur de car (voix)
- 2009 - 2010 : Les Pingouins de Madagascar (série télévisée) : Ad Exec #1 / Technicien / Homard #1 / Archie (voix)
- 2009 : Green Lantern : Le Complot (Green Lantern: First Flight) : Weaponers (voix)

### Années 2010
- 2010 : Kingudamu hâtsu: Bâsu bai surîpu (jeu vidéo) : Jaq / Grand Duke (voix)
- 2010 : DC Showcase: The Spectre (vidéo) : Drew Flynn / Lt. Brice / Deandre (voix)
- 2010 : La Maison de Mickey (série TV) : Toodles (voix)
- 2010 : Clochette et l'Expédition féerique (vidéo) : Bobble (voix)
- 2010 : Epic Mickey (jeu vidéo) : Oswald le lapin chanceux
- 2010 : Ben 10 Ultimate Alien: Cosmic Destruction (jeu vidéo) : Rhomboid Vreedle (voix)
- 2010 : Hoodwinked Too! Hood VS. Evil : Les trois petits cochons (voix)
- 2010 : The Looney Tunes Show (série TV) : Mac Gopher (voix)
- 2011 : Tinker Bell: A Winter Story (vidéo) : Bobble (voix)
- 2011 : Tom et Jerry et le Magicien d'Oz (Tom and Jerry and the Wizard of Oz) (vidéo) : Tin Man, Hickory (voix)
- 2012 : Tinker Bell: Race Through the Seasons (TV) : Bobble (voix)
- depuis 2012 : Les Tortues Ninja (Teenage Mutant Ninja Turtles) (série TV d'animation) : Donatello (voix)
- depuis 2017 : Mickey et ses amis : Top Départ ! (Mickey and the Roadster Racers) (série TV d'animation) : José Carioca, Guru Gorgo (voix)